# Adrienne Bailon

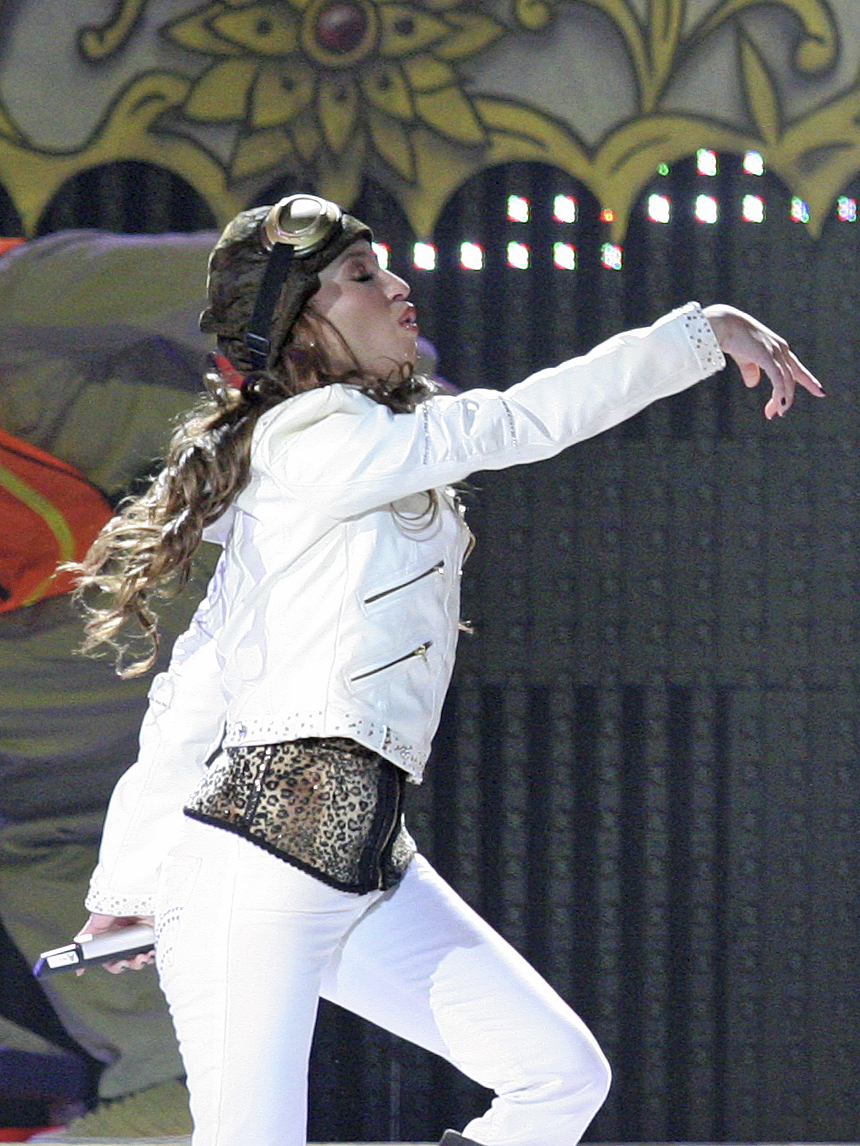
Adrienne Bailon

Adrienne Bailon (tên đầy đủ là Adrienne Eliza Bailon) sinh ngày 24 tháng 10 năm 1983 tại New York, là một ca sĩ, diễn viên điện ảnh của Hollywood. Cô từng tham gia trong bộ phim The Cheetah Girls, The Cheetah Girls 2 và The Cheeah Girls One World (được khởi chiếu ngày 30 tháng 11 năm 2008 trên kênh Disney Channel).

## Sự nghiệp
Adrienne Bailon bắt đầu sự nghiệp ca hát của mình năm cô 5 tuổi với chị gái là Claudette Bailon. Cô đóng vai nhân vật Chanel Simmons trong bộ phim The Cheetah Girls. Adrienne có giọng hát ngọt ngào rất đặc biệt và có thể hát được tiếng Tây Ban Nha. Ngoài ra, cô còn có khả năng vũ đạo rất tốt..

## Scandal
Tuy nhiên, ít lâu sau những bức ảnh riêng tư của cô đã bị đánh cắp ở sân bay và bị tung lên mạng internet làm cho nhóm nhạc The Cheetah Girls bị tan rã. Adrienne Bailon đã làm cả nhóm nhạc khá thất vọng vì cô là một ca sĩ, diễn viên tài năng và rất được trọng dụng. Những bức ảnh này có thể làm cô mất hết các fan hâm mộ và tương lai của mình. Tuy nhiên, sau đó cô đã gửi lời xin lỗi đến những người hâm mộ mình.